# Hodod
Hodod (maďarsky Hadad) je obec v župě Satu Mare v Rumunsku. Žije zde přibližně 2 900 obyvatel. V roce 2011 se 67 % obyvatel hlásilo k maďarské národnosti. Součástí obce jsou i tři okolní vesnice.

## Části obce
- Hodod – 888 obyvatel
- Giurtelecu Hododului – 604 obyvatel
- Lelei – 553 obyvatel
- Nadișu Hododului – 869 obyvatel